# Jonasz (Archangielski)
Jonasz, nazwisko świeckie Archangielski (zm. 19 marca?/29 marca 1627 w Wołogdzie) – rosyjski biskup prawosławny.

## Życiorys
W 1589 wzmiankowany jako przełożonym monasteru Trójcy Świętej w Perejasławiu Zaleskim. Uczestniczył w soborze w Moskwie, na którym ogłoszono powstanie Patriarchatu Moskiewskiego.
W 1613 został wyświęcony na biskupa sarskiego i podońskiego i natychmiast podniesiony do godności metropolity. Był locum tenens Patriarchatu Moskiewskiego między 26 grudnia 1613 a 24 czerwca 1619, wyznaczonym osobiście przez cara Michała Romanowa. Brał udział w elekcji metropolity Filareta na wakujący urząd patriarszy i w jego intronizacji.
W 1624 został pozbawiony katedry i suspendowany za samowolę; sobór biskupów negatywnie ocenił jego postępowanie w stosunku do biskupa wołogodzkiego Nektariusza oraz mnichów Dionizego i Arseniusza, autorów poprawionego Trebnika. Metropolita Jonasz samowolnie usunął Nektariusza z katedry wołogodzkiej i doprowadził do jego faktycznego uwięzienia w monasterze św. Cyryla Biełozierskiego. Mnichów natomiast uwięził w klasztorach i nakazał poddać torturom.
Od tego czasu żył w monasterze Przemienienia Pańskiego św. Dymitra Priłuckiego w Wołogdzie i tam trzy lata później zmarł. Został pochowany na cmentarzu mnichów.